# 血液ガス分析
血液ガス分析（けつえきガスぶんせき、英: blood gas analysis、略称: BGA）は、酸素や二酸化炭素などの血液中のガスの量を測定するものである。通常の採血検査では静脈からの採血だが、血液ガス分析では通常、動脈が選択される。この場合、動脈血液ガス分析（Arterial blood gas、略称: ABG）と呼ばれる。この検査では、注射器と細い針を用いて橈骨動脈から少量の血液を採取する必要があるが、鼠径部の大腿動脈やその他の部位から採取することもある。動脈カテーテルから採血することもできる。
BGAでは、動脈血酸素分圧（PaO2）、動脈血二酸化炭素分圧（PaCO2）、および血液のpHを測定する。さらに、動脈血酸素飽和度（SaO2）も測定できる。このような情報は、重篤な疾患や呼吸器疾患の患者を治療する際には不可欠である。したがって、BGAは集中治療室で患者に行われる最も一般的な検査のひとつである。他の病棟や外来、手術室では、パルスオキシメトリーやカプノグラフィーが、同様の情報を得るための侵襲性の低い代替方法であるが、正確性に劣り、血液ガス分析を完全に代替するものでは無い。
BGAでは、血液中の重炭酸塩濃度を測定することもできる。多くの血液ガス分析装置は、乳酸、ヘモグロビン、いくつかの電解質、酸素化ヘモグロビン、カルボキシヘモグロビン、メトヘモグロビンの濃度も測定できる。BGAは、肺胞-毛細血管膜を介したガス交換を測定するために、主に呼吸器科および集中治療科で行われる。BGAは、医学の他の分野でもさまざまに応用されている。測定値の組み合わせは複雑で解釈が難しいことがあるため、計算機、ノモグラム、経験則が一般的に使用される。
BGAサンプルはもともと、分析のために医療現場から検査室に送られていた。近年では、臨床現場即時検査（ポイントオブケア検査、POC検査）としても分析が可能である。

## 採血

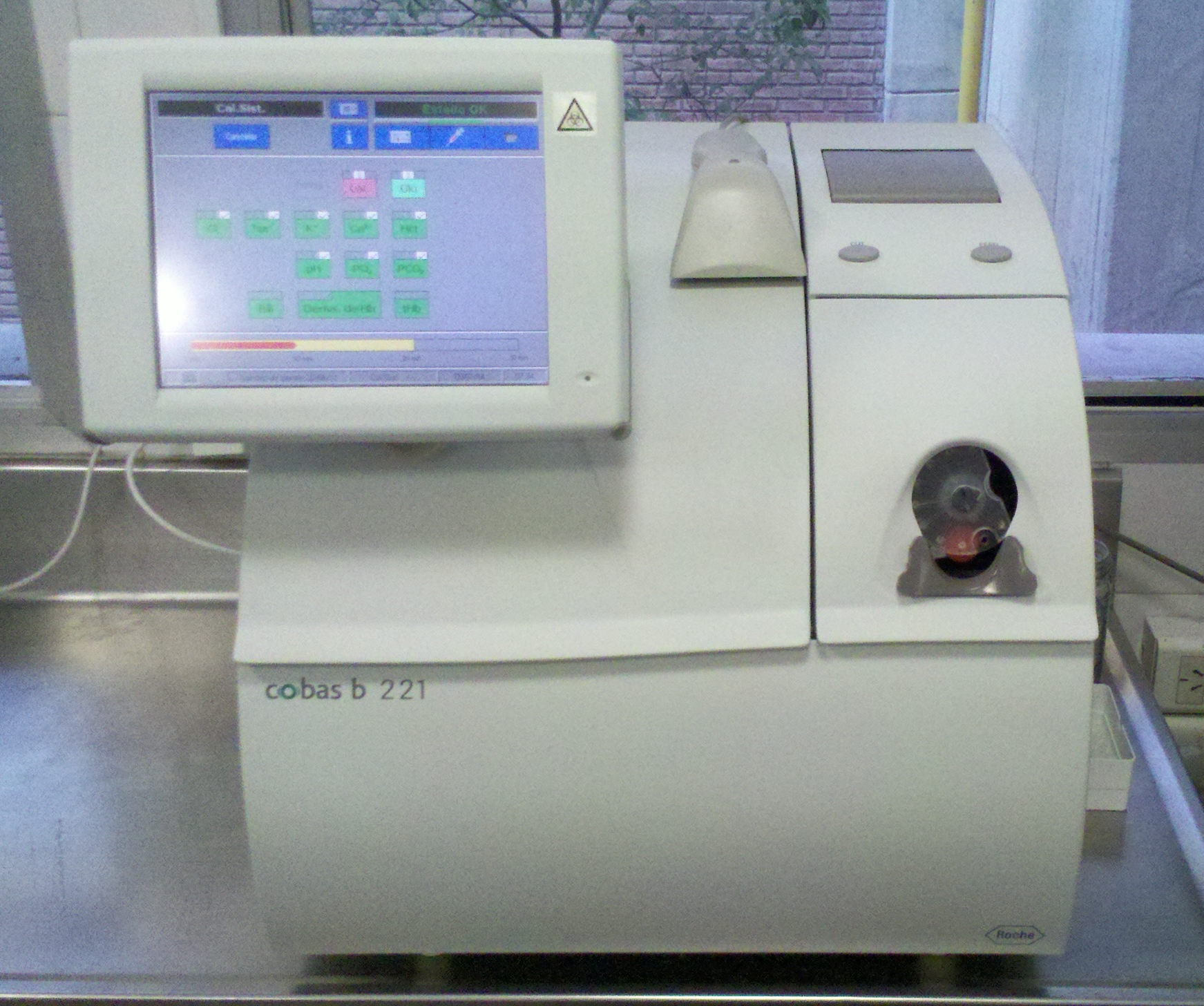
現代の血液ガス分析装置。この装置は、pH、pCO_{2}、pO_{2}、SaO_{2}、Na^{+}、K^{+}、Cl^{-}、Ca^{2+}、ヘモグロビン（合計および誘導体である、O_{2}Hb、MetHb、COHb、HHb、CNHb）、ヘマトクリット、総ビリルビン、グルコース、乳酸、尿素を測定することができる(Cobas b 221 -エフ・ホフマン・ラ・ロシュ社製)。

血液ガス分析のための動脈血の採血は、通常、医師などの医療従事者が行う。橈骨動脈から採血するのが最も一般的であるが、その理由は、橈骨動脈へのアクセスが容易で、圧迫して出血を抑えることができ、血管閉塞のリスクが少ないからである。どの橈骨動脈から採血するかは、アレンテストの結果に基づいて選択される。特に緊急時や小児の場合は、大腿動脈（またはあまり使われないが上腕動脈）も選択される。これらの動脈のいずれかにすでに留置された動脈カテーテルから採血することもできる。採血時と保存時は空気の混入を避ける。気泡はサンプルに溶け込み、不正確な結果をもたらすことがあるためである。血液サンプルに空気が混入すると、測定値の二酸化炭素濃度が異常に低くなり、酸素濃度が上昇する可能性がある。

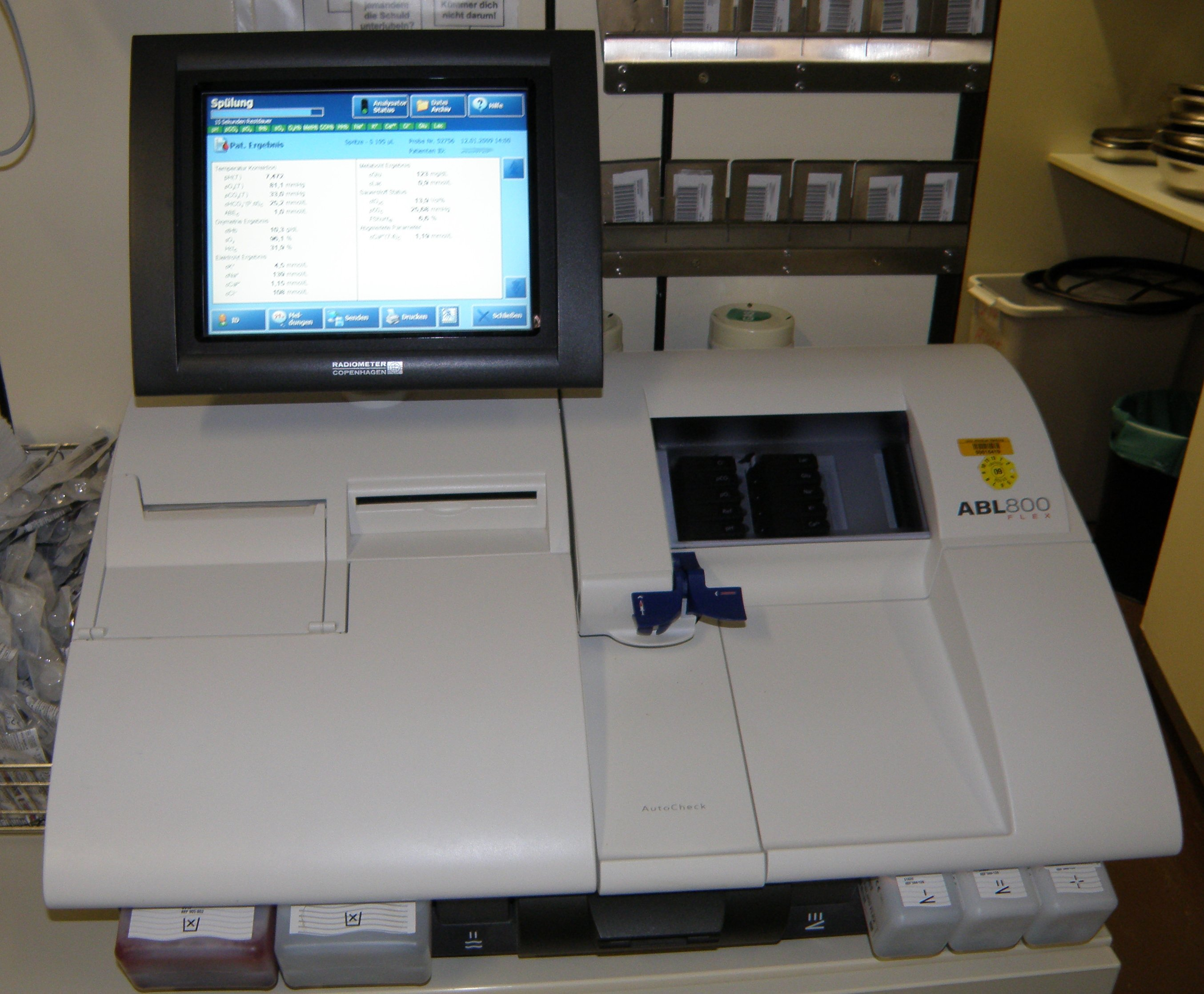
卓上型の検査装置 ABL800 FLEX - ラジオメーター社

動脈は高い圧力で血液が流れているため、採血後に血が止まりにくい。また、静脈に比べると注射針による痛みも強い。穿刺採血後は5分以上は圧迫止血が必要となる。
採血したときの酸素濃度や呼吸の状態は検査結果に大きく影響するので、（もし吸入していれば）吸入酸素濃度や（もし装着していれば）人工呼吸中など、条件は記載しておくべきである。とりわけ、人工呼吸器装着後は20分は経過しないと恒常状態にならないので、正しく評価できない。

## 測定
血液ガス検体に使用される注射器には、プラスチック製とガラス製のものがある。この注射器はあらかじめ包装されており、血液凝固を防ぐために少量のヘパリンが含まれている。通常のシリンジならば、「ヘパリン化」が必要で、シリンジ内面をヘパリンで濡らす。シリンジは密封して血液ガス分析装置まで運搬する。プラスチック製の血液ガスシリンジを使用する場合、サンプルは室温に保ったまま輸送し、15分以内に測定する必要がある。分析までに長時間の遅延が予想される場合（すなわち、15分以上）、サンプルはガラスシリンジで採取し、直ちに氷中に置くべきである。冷却する理由は、血液中の細胞が酸素を消費し、炭酸ガスを出すからである。つまり、分析を遅らせると、細胞呼吸が進行するため、酸素濃度が異常に低くなり、二酸化炭素濃度が高くなる可能性がある。
近年は、グルコース、乳酸、ヘモグロビン、異常ヘモグロビン、ビリルビン、電解質の測定など、標準的な血液検査も血液ガス分析機で実施できる。
派生パラメータには、重炭酸濃度、動脈血酸素飽和度（略号: SaO2）、塩基過剰などがある。重炭酸濃度は、測定されたpHとPCO2からヘンダーソン・ハッセルバルヒの式を用いて算出される。SaO2は、測定された動脈血酸素分圧（PaO2）から導出され、測定されたヘモグロビンがすべて正常（オキシまたはデオキシ）ヘモグロビンであるという仮定に基づいて計算される。

### 分析

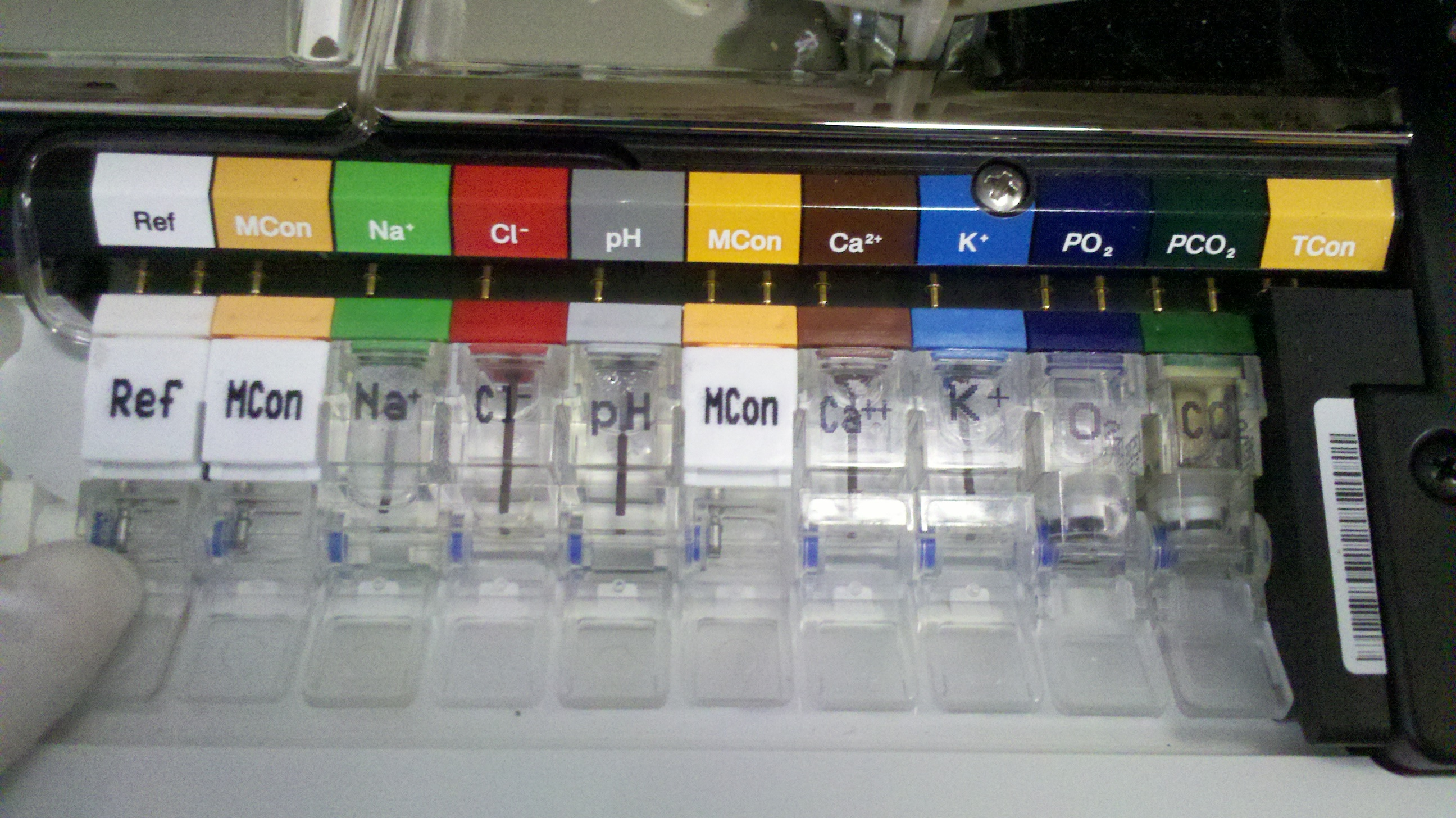
血液ガス分析装置の測定電極。(コバスb 121 - ロシュ・ダイアグノスティックス社製）

分析に使用される機械は、注射器から血液を吸引し、pHと酸素と二酸化炭素の分圧を測定する。重炭酸イオン濃度も計算される。これらの結果は通常5分以内に表示される。

## 測定項目と基準値
これらは典型的な基準値であるが、分析装置や検査室によっては異なる範囲を採用している場合もある。
| 分析項目             | 基準値                                        | 解釈 |
| -------------------- | --------------------------------------------- | --- |
| pH                   | 7.34–7.44                                     | pH<7.35またはH+>45ならば、アシデミア、pH>7.45またはH+<35ならばアルカレミアである。 pH = log(1/[H+]) で定義される。H+濃度が16nmol/L以下、または100nmol/L以下になると生命は生存できなくなる。細胞外液のpH変化は血清K+濃度に影響し、pH0.1の上昇に対して、カリウムイオンK+は0.6mEq/L低下する。pHの低下に対してもK+は同程度上昇する。 |
| H+                   | 35–45 nmol/L (nM)                             | pH<7.35またはH+>45ならば、アシデミア、pH>7.45またはH+<35ならばアルカレミアである。 pH = log(1/[H+]) で定義される。H+濃度が16nmol/L以下、または100nmol/L以下になると生命は生存できなくなる。細胞外液のpH変化は血清K+濃度に影響し、pH0.1の上昇に対して、カリウムイオンK+は0.6mEq/L低下する。pHの低下に対してもK+は同程度上昇する。 |
| 動脈血酸素分圧(PaO2) | 10–13 kPa 75–100 mmHg                         | PaO2が低いということは、血液の酸素化に異常があるということであり、低酸素血症（hypoxemia）と呼ばれる。なお、PAO2は呼吸生理学において、肺胞気の酸素分圧を意味する。aは動脈、Aは肺胞気である。 |
| PaCO2                | 4.7–6.0 kPa 35–45 mmHg                        | 動脈血二酸化炭素分圧（PaCO2）は、二酸化炭素の産生と排泄の指標であり、代謝速度が一定であれば、PaCO2はすべて換気による排泄によって決定される。PaCO2が高い（呼吸性アシドーシス、あるいは高炭酸ガス血症）場合は換気不足（あるいはまれに代謝亢進）であり、PaCO2が低い（呼吸性アルカローシス、あるいは低炭酸ガス血症）の場合は過換気を示す。 |
| HCO− 3               | 22–26 mEq/L                                   | 重炭酸イオン、HCO− 3は、代謝上の問題（ケトアシドーシスなど）の有無を示す。HCO− 3が低ければ代謝性アシドーシス、高ければ代謝性アルカローシスを示す。 |
| SBCe                 | 21 - 27 mmol/L                                | 標準重炭酸濃度（standard bicarbonate concentration: SBCe）とは、CO2が5.33kPa（または40mmHg）、酸素飽和度が100、37℃のときの血液中の重炭酸イオン濃度である。この概念は、重炭酸イオンの変化に対する代謝の寄与を表している。これは1957年にJorgensenとAstrupによって導入された。要するに、代謝以外の影響をすべて補正した場合の重炭酸塩の推定値である。もし適切な換気を行っていたら、患者の重炭酸塩濃度はどの程度になるだろうか」という問いに答えるものである。 |
| BE                   | 男: −2.4 ～+2.2 mmol/L 女: −3.3 ～+1.3 mmol/L | 塩基過剰（Base excess: BE）とは、その血液検体のpHを7.4に戻すのにどれだけの強酸が必要かを表した指標である。酸塩基平衡異常の代謝成分の評価に使用され、代謝性アシドーシスまたは代謝性アルカローシスの有無を示す。塩基過剰はPaCO2 = 40とした場合、pHとは下記の簡易計算式の関係が成り立つ。 pH = 7.4 + BE/7 しかしながら、BEは血液の変化を反映はするが、生体全体の変化（他の因子として、細胞や骨の緩衝作用も大きい）を反映しないことから、HCO3-の方が、酸塩基平衡異常を考える上では重要とされる。 |
| tCO2                 | 23–30 mmol/L 100–132 mg/dL                    | 総二酸化炭素濃度（total CO2、tCO2）とは、血液中の二酸化炭素PCO2と重炭酸イオンHCO− 3の合計である。これらの間には以下の関係が成り立つ。 tCO2 = [HCO− 3] + α×PCO2 α=0.226mM/kPaであり、HCO-3はミリモル濃度(mM)(mmol/L)、PCO2はkPaで表される。この式から、tCO2よりHCO− 3を算出できる。重炭酸イオン濃度は動脈血と静脈血でほとんど変わらない。欧米では静脈血採血の電解質検査項目にNa+、Cl+、K+に加えてHCO3-も含まれている。一方、日本では、 わが国の病院の多くが、電解質一般として静脈血でNa+、K+、CL-とセットで総CO2を測定しないのか理解しがたい。—黒川清とされ、一般的では無い。代謝性アシドーシスを疑う状況では、静脈採血よりも痛い動脈採血を行わずに、HCO− 3の値から診断可能となるのである。 |
| CaO2                 | 12-22 (mL O2/dL blood)                        | 酸素含量（oxygen content）とは、血漿中に溶解している酸素とヘモグロビンと化学的に結合している酸素の合計であり、下式によって求められる。 CaO2 = (PaO2 × 0.003) + (SaO2 × 1.34 × Hb) ここで、ヘモグロビン濃度（Hb）はg/dLで表される。呼吸生理学上、a、vはそれぞれ動脈、混合静脈血（＝肺動脈血）を意味し、それぞれの酸素含量はCaO2、CvO2と表記される。CaO2と心拍出量の積は酸素運搬量である。 |

## 理論
正常な条件下では、ヘンダーソン-ハッセルバルヒ式により、血液pHは次のように表される。
{\displaystyle {\ce {pH}}=6.1+\log _{10}\left({\frac {[{\ce {HCO3^-}}]}{0.03\times Pa{\ce {CO2}}}}\right)}
上式では
- 6.1は正常体温における炭酸（H
2CO
3）の酸解離定数（pKa）である。
- [HCO−
3]は血液中の重炭酸イオン濃度（mEq/L）
- PaCO2は動脈血中の二酸化炭素分圧（mmHg）

である。

### 法則
1. PaCO2が40mmHg以上または40mmHg未満で1mmHg変化すると、pHは0.008逆向きに変化する[35]
2. [HCO−
3]が24mEq/Lより1mEq/L減少するごとに、PaCO2は約1mmHg減少する。
3. [HCO−
3]が10mEq/L変化すると、pHは同じ方向に約0.15変化する。
4. pCO2とpHの関係を評価する：pCO2とpHが反対方向に動いている場合、すなわちpHが7.4未満のときにpCO2が↑、またはpHが7.4以上のときにpCO2が↓の場合は、呼吸障害が原因である。pCO2とpHが同じ方向に動いている場合、すなわちpHが7.4以上のときにpCO2↑、またはpHが7.4未満のときにpCO2↓である場合、代謝障害が原因である[36]。

## 心臓手術患者の管理
低体温人工心肺下で行われる心臓手術患者の血液ガス管理には、pH-stat法とα-stat法の2つの方法が用いられてきた。
- pH-stat法：ヒトの血液は温度が1℃低下するとpHは0.015上昇し、アルカローシスに傾く[37]。よって、その温度でこれを補正するために人工肺に炭酸ガスを添加し、呼吸性アシドーシスで代償させる[37]。例えば、28℃でPaCO2を40mmHgに補正すると37℃ではPaCO2は約60mmHgとなる。
- α-stat法：この方法では、PaCO2とpHに温度補正を行わず、正常体温すなわち37℃でPaCO2 40mmHgとpH 7.4を目指す[38]。

中等度低体温体外循環下手術ではα-stat、超低体温循環停止下手術ではpH-statが優れているとされている。
pH-stat法とα-stat法にはどちらも理論的な欠点がある。α-stat法は心筋機能を最適化するために選択される方法である。pH-stat法は、脳の自己調節機能（脳血流と脳の代謝速度の連関）を失わせる可能性がある。代謝に必要な以上に脳血流量を増加させることで、pH-stat法は脳微小塞栓や頭蓋内圧亢進を引き起こす可能性がある。